# Adam Zając (biolog)
Adam Konstanty Zając (ur. 26 listopada 1940 w Bielsku) – polski botanik, prof. dr hab. specjalizujący się w fitogeografii i taksonomii roślin, odznaczony Medalem im. Władysława Szafera. Autor publikacji naukowych często pisanych z żoną Marią.

## Życiorys
Urodził się 26 listopada 1940 Bielsku-Białej jako syn Konstantego i Zofii Anny. W rodzinnym mieście uczęszczał do szkoły podstawowej (1947–1954) oraz do II Liceum Ogólnokształcącego im. Adama Asnyka (1954–1958).
W latach 1958–1960 studiował chemię na  Uniwersytecie Jagiellońskim, jednak w 1961 przeniósł się na Wydział Biologii i Geografii Wyższej Szkoły Pedagogicznej w Krakowie, gdzie w 1966 obronił pracę magisterską z botaniki, której promotorem był Kazimierz Kostrakiewicz.
Od 1966 pracował jako asystent naukowo-techniczny w Katedrze Systematyki i Geografii Roślin w Instytucie Botaniki na Wydziale Biologii UJ, gdzie jego mistrzem i przełożonym był Jan Kornaś. Od 1969 był asystentem, a od 1973 do 1980 adiunktem w Zakładzie Taksonomii Roślin i Fitogeografii. W 1970 uzyskał doktorat na podstawie pracy Krytyczna rewizja polskich przedstawicieli rodzaju Cerastium L., sekcji Fugacia i Caespitosa (promotor J. Kornaś). W 1980 uzyskał habilitację w oparciu o monografię Pochodzenie archeofitów występujących w Polsce. 27 kwietnia 1993 uzyskał tytuł profesora nauk biologicznych. W latach 1992–2008 był dyrektorem Instytutu Botaniki, a w latach 1993–2011 kierownikiem Zakładu Taksonomii Roślin i Fitogeografii.
Odbył wiele zagranicznych wyjazdów naukowych: do Austrii, Czech, Jugosławii, Niemiec, Słowacji, Szwecji, na Ukrainę, Węgry i do Związku Radzieckiego. W 1972 pracował przez pół roku na Uniwersytecie Helsińskim, a w 1980 przez trzy miesiące na Uniwersytecie Bagdadzkim.
Od 1968 był członkiem Polskiego Towarzystwa Botanicznego. Był wiceprzewodniczącym Fundacji dla Uniwersytetu Jagiellońskiego.
W 2004, wraz z żoną Marią został odznaczony Medalem im. Władysława Szafera. W 2010 przyznano mu członkostwo honorowe Czeskiego Towarzystwa Botanicznego.
Był recenzentem 39 prac doktorskich i habilitacyjnych oraz promotorem 17 prac doktorskich w tym Agnieszki Popieli, Marcina Nobisa i Krzysztofa Oklejewicza.
Był członkiem dwóch komitetów Polskiej Akademii Nauk: Botaniki oraz Ochrony Przyrody. Współpracuje z Uniwersytetem Szczecińskiem – jest współredaktorem „Zachodniopomorskiego Atlasu Rozmieszczenia Roślin i Grzybów” oraz współtwórcą „Herbarium Stetinense”. W 2021 pozostawał profesorem emerytowanym Instytutu Botaniki UJ.
Jest autorem licznych publikacji naukowych.

## Życie prywatne
Jego pierwszą żoną była dr Eugenia Urszula Zając (ur. 1941), zaś drugą prof. Maria Zając (1955–2018), obie botaniczki, z którymi współpracował również zawodowo. Od 1988 członek Krakowskiej Loży Fajki.

## Publikacje
Pełna lista jego publikacji do 2011, przygotowana przez Marię Zając, została opublikowana w Wiadomościach Botanicznych 55 (3/4), 2011.

## Upamiętnienie
Na jego cześć nazwano następujące gatunki i rodzaje roślin:
- południowoamerykański rodzaj storczyka: Adamanthus (opisany przez prof. Dariusza Szlachetko)[1]
- karpacki gatunek jastrzębca: Hieracium zajacii (opisany przez prof. Zbigniewa Szeląga)[1]
- kazachski gatunek ostnicy: Stipa adamii (opisany przez Marcina Nobisa)[1]
- opisany z Polski gatunek mniszka: Taraxacum zajacii (opisany przez Jolantę Marciniuk i Pawła Marciniuka)[7]
- kaukaski gatunek zarazy: Orobanche zajaciorum (opisany przez Renatę Piwowarczyk)[8]